# جيم كوهن
جيم كوهن (بالإنجليزية: Jim Cohen)‏ هو لاعب كرة قاعدة أمريكي، ولد في 1918، وتوفي في 2002.